# جارفيش
خَرْمَان عادي أو الخَرْمان أو أبو منقار أو الشَّكْب أو جارفيش[بحاجة لمصدر] (بالإنجليزية: Belone belone)‏ هو نوع من الأسماك يوجد في منطقة البحر المفتوح، وهو من الأسماك المهاجرة من الفصيلة الخرمية توجد في المياه المالحة في المحيط الأطلس والمحيط الهادي والبحر الأبيض المتوسط ومنطقة البحر الكاريبي والبحر الأسود وبحر البلطيق.

## الوصف
هي سمكة طويلة ونحيلة ذات جسم مضغوط جانبياً، ويصل طولها إلى 50 إلى 75 سنتيمتر (20 إلى 30 بوصة). لها فكان ممدودان ومسلحان بأسنان حادة. تقع الزعانف الصدرية والظهرية والشرجية في الخلف على الجسم وتتشابه الأخيرتان في المظهر. وضع الزعانف بعيدًا في الخلف يعطي مرونة أكبر للجسم. يقع الخط الجانبي منخفضًا على الجانبين. لون جسمها أخضر مزرق مع بطن رمادي فضي والعظام خضراء.

## السلوك
الخرمان العادي هو من الأسماك البحرية التي تعيش بالقرب من سطح الماء. يأكل الأسماك الصغيرة ولديه نمط هجرة مشابه لنمط الماكريل، حيث يصل قبل وقت قصير من ظهور هذا الأخير. وقد أدى ارتباطه بالماكريل إلى ظهور بعض الأسماء الشائعة القديمة مثل «دليل الماكريل» و«وصي الماكريل». ينتقل إلى المياه الضحلة في أبريل ومايو ويبيض في مناطق بها عشبة الأنقليس في مايو ويونيو. يعود في الخريف إلى البحر المفتوح، بما في ذلك المحيط الأطلسي غرب أيرلندا وبريطانيا العظمى. وهو سمك يبيض وغالبًا ما يتم العثور على البيض مرتبطًا بأشياء في الماء بواسطة محلاق على سطح البيضة. يحدث التبويض في مايو ويونيو بين طبقات الأعشاب البحرية ذات المحلاق الطويلة اللزجة على المشيماء الملتصقة بشفرات أعشاب البحر. ويبقى الصغار في المياه الضحلة حتى بلوغهم مرحلة النضج.
يعتبر الخرمان العادي حيوانًا مفترسًا حيث يصطاد في البحر المفتوح ويبحث في المياه الضحلة عن الأسماك الصغيرة مثل الرنجة الأطلسية والاسبرط والثعابين الرملية وحتى أسماك أبو شوكة ثلاثية الأشواك. تتغذى أيضًا على القشريات. غالبًا ما تتغذى بالقرب من الشاطئ.

## الأنواع الفرعية
تم التعرف على الأنواع الفرعية التالية من بيلوني:
- بيلون بيلون بيلوني (لينيوس، 1761) في شمال شرق المحيط الأطلسي
- بيلوني يوكسيني Günther ، 1866 في البحر الأسود وبحر آزوف
- بيلوني أكوس Risso ، 1827 في البحر الأبيض المتوسط والأجزاء المجاورة من المحيط الأطلسي، ماديرا، جزر الكناري، الأزور، وجنوب الرأس الأخضر
- بيلوني جراسيليس Lowe ، 1839 من فرنسا إلى جزر الكناري بما في ذلك البحر الأبيض المتوسط

تتعامل قاعدة الاسماك مع بي بي يوكسيني على أنه نوع من بلوني يوكسيني  بينما تعتبر السلطات الأخرى بي بي اكوس أنه من النوع بيلوني اكوس  ، وهو مرادف لـ بي بي جراسيليس.

## استخدامها طعامًا
يُصطاد الخرمان العادي أحيانا عرضيًا، خاصة في الشباك الثابتة على طول الساحل في المياه الضحلة. وإذا علقت بالخيط فإنها تميل إلى القفز من الماء عند ربطها. يؤكل الخرمان العادي مسلوقًا أو مقليًا أو مخبوزًا أو مشويًا أو مدخنًا. لدى السمكة عظام خضراء غير عادية (بسبب وجود البيليفيردين) مما يُثني الكثير من الناس عن تناولها، لكن اللون الأخضر غير ضار.